# Teodora (film 1921)
Teodora (włos. Teodora) – niemy film historyczny z 1919 roku w reżyserii Leopolda Carlucci.

## Opis fabuły
Film jest historią cesarzowej bizantyńskiej Teodory. 

## Obsada aktorska
- Rita Jolivet - Teodora
- Ferruccio Biancini
- René Maupré
- Emilia Tosini
- Adolfo Trouché
- Lara Valerio